# Wälzebach (Schwalm)
Der Wälzebach ist ein 9,0 km langer, orographisch linker, westlicher Nebenfluss der Schwalm in Nordhessen. Er entspringt bei Odershausen, einem südlichen Stadtteil von Bad Wildungen im Landkreis Waldeck-Frankenberg, und mündet bei Bad Zwesten im Schwalm-Eder-Kreis in die Schwalm. Sein Einzugsgebiet ist 19,5 km² groß, und der Mittelwasserabfluss (MQ) an der Mündung beträgt 156 Liter/Sekunde.

## Verlauf
Die Quelle des Wälzebachs befindet sich im Kellerwald und im Naturpark Kellerwald-Edersee auf 350 m ü. NHN am Ostrand von Odershausen im dortigen kleinen Dorfpark an der Wildunger Straße. Sie liegt unmittelbar an der Wasserscheide zwischen Schwalm und Eder, denn der nur 400 m weiter westlich am Westrand des Dorfs verlaufende Sonderbach mit dem Kaltebornsbach entwässert nach Norden zur Wilde und damit zur Eder.
Der Bach fließt zunächst etwa 350 m nach Osten, biegt dann nach Südosten um und unterquert nach weiteren 100 m die B 485/B 253. Kurz darauf biegt er um nach Süden und dann nach 400 m wieder nach Südosten. Er umfließt nun auf etwa 1,35 km Strecke in langgezogener und allmählich nach Süden umbiegender Rechtskurve das rechts (westlich) liegende Dorf Braunau, Stadtteil von Bad Wildungen. An dessen östlichem Ortsende unterquert der Bach die B 485 nach Süden, nimmt unmittelbar danach den von Westen herbeikommenden Kirschenbach auf und verläuft danach weitere 450 m nach Süden. Dann tritt er bei der Kläranlage von Braunau in ein enges, schluchtartiges und beidseitig von Wald eingefasstes Tal ein, dem er in allgemein südöstlicher Richtung auf etwa 3,7 km Länge in mehreren Windungen bis in die Gemarkung des Kernorts von Bad Zwesten und zur dortigen Einmündung des von Westen kommenden Gersbachs folgt. Dabei begleitet ihn an seinem linken Ufer auf der gesamten Strecke die B 485, die 150 m südlich der Gersbach-Mündung die ebenfalls von Westen kommende Landesstraße L 3296 aufnimmt und dann nach Osten umbiegt.
Der Wälzebach, der zuletzt den Treisberg (311,6 m) westlich umkurvt hat, unterquert die L 3296, tritt dabei aus dem Kellerwald in den Löwensteiner Grund ein, passiert etwa 150 m weiter südlich die Stelle der längst verschwundenen Mühle „uff dem Weltzebache“ und wendet sich dort nach Osten. Nach etwa 1000 m erreicht er die südlichen Wohngebiete von Zwesten und verschwindet an der Bachstraße in unterirdischer Kanalisation. Er passiert so das historische Ortszentrum mit der Kirche und tritt erst etwa 330 m weiter östlich wieder an die Erdoberfläche. Nach rund 270 m Fließstrecke in ostsüdöstlicher Richtung, zwischen Raiffeisenweg und Brunnenstraße (B 485), unterquert er die B 3 (Marburg-Kassel) und nimmt dabei unmittelbar vor der Unterführung den von Westen kommenden Paulbach auf. Schließlich windet er sich in vier großen Kurven die letzten 750 m nach Südosten, vorbei an der Zwestener Kläranlage und der Bruchmühle, bis zu seiner Mündung in die Schwalm am Westhang der Altenburg (432,7 m).

## Urgeschichte
Heute verläuft die Schwalm durch den Löwensteiner Grund und verlässt diesen im Nordosten durch die Schwalmpforte. Sie hat, wie Schmidt-Döhl überzeugend dargelegt hat, diese Flusslandschaft von der Gilsa, der Urff und dem Wälzebach übernommen, die den Kellerwald im Pliozän nach Osten entwässerten, und sie weiter umgestaltet. Der Wälzebach hatte einst ein wesentlich größeres Einzugsgebiet, führte daher auch wesentlich mehr Wasser und bildete das Durchbruchstal der heutigen Schwalmpforte. Ihm gingen dann jedoch durch rückschreitende Erosion des Sonderbachs bei Odershausen seine beiden ursprünglichen Quellflüsse Talgraben und Kaltebornsbach an das Flusssystem der Eder verloren, und auch die Urff, die heute direkt in die Schwalm mündet, floss zuvor dem Wälzebach zu. Der sehr steile Nordwesthang der Altenburg, entlang dem heute die Schwalm verläuft, ist ein ursprünglicher Prallhang des Wälzebachs.